# Armored Troop Carrier
Durante la Guerra del Vietnam, le navi impiegate dalla flotta USA erano troppo grandi per l'uso fluviale, e così vennero realizzate piccole unità da combattimento dedicate, le Armored Troop Carrier, anche dette Tango Boat. Le unità ATC erano trasporti truppa corazzati per 40 uomini. Realizzati in alcuni casi con piattaforme per elicotteri (per evacuazioni sanitarie) o in 2 casi come cisterne navali (4500l. di serbatoi). Il termine ATC nasce come hull classification symbol (simbolo di classificazione di scafo) dell'US Navy.